# Leonardo Boff
Leonardo Boff (Concórdia, Santa Catarina, 1938. december 14. –) római katolikus teológus, filozófus, író, eredetileg ferences szerzetes, a felszabadítási teológia képviselője.

## Élete
Leonardo Boff (születési név: Genézio Darci Boff) katolikus teológus, filozófus, író, eredetileg ferences szerzetes, a felszabadítási teológia képviselője. A teológus Clodovis Boff testvére. 
1938-ban született Brazíliában, olasz emigránsok unokájaként. 1959-ben lépett be a ferences rendbe, és 1964-ben szentelték pappá. A Müncheni Egyetemen doktorált teológiából és filozófiából 1970-ben. 
A vallásfilozófia, etika és ökológia Professzor Emeritusa a Rio de Janeiro-i Állami egyetemen. A politika és a teológia tiszteletbeli doktora az olasz torinói egyetemen és a svájci lund-i egyetemen. 2001-ben megkapta az Alternatív Nobel-díjat (Right Livelihood Award). 1985-ben a Római Katolikus Egyház egy évnyi hallgatásra  kényszerítette nézetei miatt, majd 1986-ban világi nyomásra felmentették, de nem folytathatta minden korábbi tevékenységét. 1992-ben újabb egyházi büntetéstől fenyegetve lemondott lelkipásztori tevékenységeiről, megmaradt azonban teológusnak. 
Több mint 60 műve jelent meg a teológia, spiritualitás, filozófia, antropológia és misztika területein. Jelenleg is alkot.

## Teológiája
A korai felszabadítási teológia egyik ismert képviselője Gustavo Gutiérrez, Juan Luis Segundo és Jon Sobrio mellett.  A felszabadítás teológia a társadalmi igazságtalanságok iránti érzékenységéről és a kizsákmányolt (elsősorban gazdaságilag) rétegek melletti kiállásáról ismert. Olyan irányzatként jelenik meg, mint ami teológiaként az egyház nevében politikai és társadalmi szerepet vállal. Ezt a vonását erősen befolyásolja Latin-Amerika történelmi kontextusa. Így Leonardo Boff teológiája, mint a felszabadítási teológia egyik képviselője, elsősorban etikai karakterű – bár maga Boff a legnagyobb hatást ekkléziológiájával fejtette ki.
Leonardo Boff teológiáját jellemzi, hogy fő problémának a strukturális, azaz a társadalomban és történelemben megjelenő bűnt tekinti, tehát az igazságtalan társadalmi rendszerek ellen emeli fel hangját. Strukturális bűn értelmezésének kulcsszavai az elnyomás és kizsákmányolás, mely lehet kulturális, politikai vagy gazdasági. 
Leonardo Boff a latin-amerikai kontextus miatt a kapitalizmust tartja a bűn- rendszerének, s kapitalizmus kritikájában alkalmazza a marxista társadalom-analízist.  A strukturális felszabadítást elsősorban Isten országának társadalomban való megvalósításában látja, mint a társadalmi igazságtalanságoknak helyet nem adó új rendet.
Leonardo Boff krisztológiájáról szóló nézetei erős kapcsolatot mutatnak az antropológiájával és az ebből következő etikai nézeteivel. E szerint az imago dei-vé válás teszi érzékennyé az embert a másik ember és a társadalmi ügy iránt, s alapozza meg a keresztyén etikát.  Jézus Krisztus kettős természetét Boff dinamikusan értelmezi, mely szerint Krisztusban az isteni és emberi természete egymásra kinyílva, egymással bensőséges, intim egységben létezett. Eszerint Jézus Krisztus ugyanazt az emberi természetet vette magára, amellyel mi is rendelkezünk, melynek Boff értelmezésében legfontosabb tulajdonsága a nyitottsága.  Sőt, ahogyan Krisztus kiteljesítette magában, tökéletesen megvalósította az emberi természetet, úgy kell az embernek is elkezdenie kiteljesítenie, s minél jobban ki kell nyílnia Istennek és embertársnak. Így lesz egyre inkább imago dei-vé. Ez a folyamat az, amely felveszi a harcot az eredendő bűn, vagyis az Istentől elidegenedett állapot ellen, egyben érzékennyé teszi az embert az embertárs iránt. Az imago dei Istenre kinyílva, mintegy az Ő színe előtt állva hozza meg döntéseit.
Leonardo Boff-ról elmondható, hogy nyitott új gondolatokra, illetve a régi hitigazságok új kifejezésmódjaira. Életműve nagyon izgalmas, sok lehetőséget biztosít a gondolkodását kutatóknak. Munkásságának kezdetén legnagyobb hatást ekkléziológiájával fejtette ki. Foglalkozott azonban Isten női oldalával is, legutóbbi könyvei pedig a globalizáció, ökológia, valamint a férfi és női szerepek kapcsolatának és az igazságos társadalmi együttélés témájából kerültek ki. Maga a felszabadítás teológia is újabban ezen témák felé fordult. Hetente megjelenő cikkeiben pedig Boff aktuális történelmi, társadalmi és politikai eseményekre reflektál. Ő az a képviselője az irányzatnak, aki a legnagyobb hatást gyakorolta az európai gondolkodásra.  Teológiája két részből áll: hit (Biblia és hagyomány) és társadalmi valóság. Úgy véli, elengedhetetlen a társadalomtudományok ismerete (pl.: antropológia, szociológia, pszichológia, politológia, gazdaságtan stb.) a társadalmi valóság felderítéséhez. Ezért használja a marxizmust, mint társadalomtudományt és nem filozófiát, ideológiát.

## Főbb művei
- Miatyánk, 1979
- Nueva evangelización. Perspectiva de los oprimidos (Új evangelizáció. Az elnyomottak nézőpontja), 1991
- Jesucristo, el liberador. Ensayo de Cristología crítica para nuestro tiempo – Jézus Krisztus, a felszabadító. Kritikus krisztológiai esszé napjainkra, 1985
- Evangelio del Cristo cósmico, 2009. ISBN 978-84-9879-087-0
- El águila y la gallina. Una metáfora de la condición humana. Cuarta edición, 2006. ISBN 978-84-8164-514-9
- Ecología: grito de la Tierra, grito de los pobres. Cuarta edición, 2006. ISBN 978-84-8164-104-2
- Femenino y masculino. Una nueva conciencia para el encuentro de las diferencias, 2004. ISBN 978-84-8164-689-4
- La voz del arco iris, 2003. ISBN 978-84-8164-589-7
- El cuidado esencial. Ética de lo humano, compasión por la Tierra, 2002. ISBN 978-84-8164-517-0
- Fundamentalismo. La globalización y el futuro de la humanidad, 2003. ISBN 84-293-1476-8
- Mística y espiritualidad, junto a Frei Betto. Tercera edición, 2002. ISBN 978-84-8164-102-8
- Ética planetaria desde el Gran Sur, 2001. ISBN 978-84-8164-412-8
- Gracia y experiencia humana. 2001, ISBN 978-84-8164-498-2
- El despertar del águila. 2000, ISBN 978-84-8164-409-8
- La dignidad de la Tierra. Ecología, mundialización, espiritualidad, 2000. ISBN 978-84-8164-363-3
- La opción-Tierra: la solución para la tierra no cae del cielo, 2008. ISBN 978-84-293-1762-6
- Ecclesiogenesis: The Base Communities Reinvent the Church, 1986. ISBN 978-08-8344-214-2
- Church: Charism and Power, 1985. Template:ISBN 0-8245-0590-5
- Los sacramentos de la vida, 1977. ISBN 978-84-293-0491-6

### Főbb művei
- Teológus a zöld pokolban; ford. Hammer András; Agape, Novi Sad, 1988
- Miatyánk. A teljes felszabadítás imája; bev. Gál Ferenc, ford. Bolberitz Pál; Ecclesia, Bp., 1989
- Az Ige testté lett; ford. Harmath Károly; Agapé, Novi Sad, 1996 (Ünnepeink)